# Lysasterias heteractis
Lysasterias heteractis är en sjöstjärneart som beskrevs av Fisher 1940. Lysasterias heteractis ingår i släktet Lysasterias och familjen trollsjöstjärnor. Inga underarter finns listade i Catalogue of Life.